# Amalia di Württemberg
Amalia Teresa Luisa Guglielmina Filippina di Württemberg (Wallisfurth, 28 giugno 1799 – Altenburg, 28 novembre 1848) fu una principessa del Württemberg e duchessa consorte della Sassonia-Altenburg.

## Biografia
Era figlia del principe Ludovico di Württemberg, figlio cadetto del duca di Württemberg Federico II Eugenio di Württemberg e Federica Dorotea di Brandeburgo-Schwedt. Sua madre era Enrichetta di Nassau-Weilburg, figlia di Carlo Cristiano di Nassau-Weilburg e di Carolina d'Orange-Nassau e seconda moglie del principe Ludovico. Crebbe a Kirchheim unter Teck, e la sua educazione venne seguita attentamente dalla sua arguta e religiosa madre.
Non ancora diciottenne, la politica matrimoniale intrapresa dai Württemberg la destinò a sposare Giuseppe di Sassonia-Altenburg, figlio ed erede del duca Federico di Sassonia-Altenburg e appartenente alla Casata di Wettin. Il matrimonio venne celebrato a Kirchheim il 24 aprile 1817. Nel 1825 divenne la principessa ereditaria del ducato di Sassonia-Hildburghausen e, come tutti i membri della casa di Württemberg, ottenne l'appellativo di "Sua Altezza" dal re Guglielmo I di Württemberg.
Nel 1819 fondò, nella città di Hildburghausen, una scuola industriale, per bimbi figli di genitori indigenti, ed un anno dopo fondò un'associazione femminile. Nel 1826 il padre di Giuseppe divenne duca di Sassonia-Altenburg e la famiglia si trasferì nella nuova Residenza Principesca. Nel 1834 Giuseppe successe al padre come duca di Sassonia-Altenburg. Amalia fondò allora ad Altenburg, nel 1835, la Fondazione di Amalia, un ente volto a tutelare i bambini in tenera età. Due anni dopo fondò un ente simile a Kahla.
Amalia venne descritta come una donna energica ed orgogliosa, ed il suo carattere contribuì fortemente a rendere la coppia ducale molto impopolare. Questa crescente impopolarità fu una delle cause dello scoppio ad Altenburg, nel 1848, dei moti rivoluzionari guidati dal locale ceto borghese. Amalia morì durante questi eventi, il 28 novembre 1848, e suo maritò abdicò due giorni più tardi, a favore di suo fratello Giorgio, dato che non aveva avuto figli maschi dalla consorte.

## Discendenza
Amalia diede al marito sei figlie:
- Alessandrina Maria Guglielmina (Hildburghausen, 14 aprile 1818-Gmunden, 9 gennaio 1907), regina di Hannover in quanto sposa di Giorgio V di Hannover;
- Paolina Federica Enrichetta (Kirchheim, 24 novembre 1819-Hildburghausen, 11 gennaio 1825);
- Enrichetta Federica Teresa (Hildburghausen, 9 ottobre 1823-Altenburg, 3 aprile 1915);
- Elisabetta Paolina Teresa (Hildburghausen, 26 marzo 1826-Oldenburg, 2 febbraio 1896), Granduchessa di Oldenburg in quanto moglie di Pietro II di Oldenburg;
- Alessandra Federica Enrichetta (Altenburg, 8 luglio 1830-San Pietroburgo, 6 luglio 1911), Granduchessa di Russia in quanto moglie di Costantino Romanov;
- Luisa Carolina Paolina (Altenburg, 4 giugno 1832-Hummelshain, 29 agosto 1833).

## Ascendenza
|                                              |                                            |                                                      | Genitori                                            |  |  | Nonni |  |  | Bisnonni                              |  |  | Trisnonni                                     |  |
|                                              |                                            |                                                      |                                                     |  |  |       |  |  | Carlo Alessandro, Duca di Württemberg |  |  | Federico Carlo, Duca di Württemberg-Winnental |  |
|                                              |                                            |                                                      |                                                     |  |  |       |  |  | Carlo Alessandro, Duca di Württemberg |  |  | Federico Carlo, Duca di Württemberg-Winnental |  |
|                                              |                                            | Eleonora Giuliana di Brandeburgo-Ansbach             |                                                     |  |  |       |  |  | Carlo Alessandro, Duca di Württemberg |  |  |                                               |  |
| Federico II Eugenio, Duca di Württemberg     |                                            |                                                      |                                                     |  |  |       |  |  | Carlo Alessandro, Duca di Württemberg |  |  |                                               |  |
|                                              |                                            | Maria Augusta di Thurn und Taxis                     | Anselmo Francesco, II Principe di Thurn und Taxis   |  |  |       |  |  |                                       |  |  |                                               |  |
|                                              |                                            | Maria Augusta di Thurn und Taxis                     | Anselmo Francesco, II Principe di Thurn und Taxis   |  |  |       |  |  |                                       |  |  |                                               |  |
|                                              |                                            | Maria Augusta di Thurn und Taxis                     | Maria Ludovica Anna di Lobkowicz                    |  |  |       |  |  |                                       |  |  |                                               |  |
| Luigi di Württemberg                         |                                            | Maria Augusta di Thurn und Taxis                     |                                                     |  |  |       |  |  |                                       |  |  |                                               |  |
|                                              |                                            | Federico Guglielmo, Margravio di Brandeburgo-Schwedt | Filippo Guglielmo, Margravio di Brandeburgo-Schwedt |  |  |       |  |  |                                       |  |  |                                               |  |
|                                              |                                            | Federico Guglielmo, Margravio di Brandeburgo-Schwedt | Filippo Guglielmo, Margravio di Brandeburgo-Schwedt |  |  |       |  |  |                                       |  |  |                                               |  |
|                                              |                                            | Federico Guglielmo, Margravio di Brandeburgo-Schwedt | Principessa Giovanna Carlotta di Anhalt-Dessau      |  |  |       |  |  |                                       |  |  |                                               |  |
| Federica Dorotea di Brandeburgo-Schwedt      |                                            | Federico Guglielmo, Margravio di Brandeburgo-Schwedt |                                                     |  |  |       |  |  |                                       |  |  |                                               |  |
|                                              |                                            | Sofia Dorotea di Prussia                             | Federico Guglielmo I di Prussia                     |  |  |       |  |  |                                       |  |  |                                               |  |
|                                              |                                            | Sofia Dorotea di Prussia                             | Federico Guglielmo I di Prussia                     |  |  |       |  |  |                                       |  |  |                                               |  |
|                                              |                                            | Sofia Dorotea di Prussia                             | Sofia Dorotea di Hannover                           |  |  |       |  |  |                                       |  |  |                                               |  |
| Duchessa Amalia di Württemberg               |                                            | Sofia Dorotea di Prussia                             |                                                     |  |  |       |  |  |                                       |  |  |                                               |  |
|                                              | Carlo Augusto, Principe di Nassau-Weilburg | Giovanni Ernesto, Conte di Nassau-Weilburg           |                                                     |  |  |       |  |  |                                       |  |  |                                               |  |
|                                              | Carlo Augusto, Principe di Nassau-Weilburg | Giovanni Ernesto, Conte di Nassau-Weilburg           |                                                     |  |  |       |  |  |                                       |  |  |                                               |  |
|                                              | Carlo Augusto, Principe di Nassau-Weilburg | Maria Polissena di Leiningen-Hartsburg               |                                                     |  |  |       |  |  |                                       |  |  |                                               |  |
| Carlo Cristiano, Principe di Nassau-Weilburg | Carlo Augusto, Principe di Nassau-Weilburg |                                                      |                                                     |  |  |       |  |  |                                       |  |  |                                               |  |
|                                              |                                            | Augusta Federica Guglielmina di Nassau-Idstein       | Giorgio Augusto, Conte di Nassau-Idstein            |  |  |       |  |  |                                       |  |  |                                               |  |
|                                              |                                            | Augusta Federica Guglielmina di Nassau-Idstein       | Giorgio Augusto, Conte di Nassau-Idstein            |  |  |       |  |  |                                       |  |  |                                               |  |
|                                              |                                            | Augusta Federica Guglielmina di Nassau-Idstein       | Enrichetta Dorotea di Oettingen-Oettingen           |  |  |       |  |  |                                       |  |  |                                               |  |
| Principessa Enrichetta di Nassau-Weilburg    |                                            | Augusta Federica Guglielmina di Nassau-Idstein       |                                                     |  |  |       |  |  |                                       |  |  |                                               |  |
|                                              |                                            | Guglielmo IV, Principe d'Orange                      | Giovanni Guglielmo Friso, Principe d'Orange         |  |  |       |  |  |                                       |  |  |                                               |  |
|                                              |                                            | Guglielmo IV, Principe d'Orange                      | Giovanni Guglielmo Friso, Principe d'Orange         |  |  |       |  |  |                                       |  |  |                                               |  |
|                                              |                                            | Guglielmo IV, Principe d'Orange                      | Langravia Maria Luisa d'Assia-Kassel                |  |  |       |  |  |                                       |  |  |                                               |  |
| Principessa Carolina d'Orange-Nassau         |                                            | Guglielmo IV, Principe d'Orange                      |                                                     |  |  |       |  |  |                                       |  |  |                                               |  |
|                                              |                                            | Anna, Principessa Reale                              | Giorgio II di Gran Bretagna                         |  |  |       |  |  |                                       |  |  |                                               |  |
|                                              |                                            | Anna, Principessa Reale                              | Giorgio II di Gran Bretagna                         |  |  |       |  |  |                                       |  |  |                                               |  |
|                                              |                                            | Anna, Principessa Reale                              | Carolina di Ansbach                                 |  |  |       |  |  |                                       |  |  |                                               |  |
|                                              |                                            | Anna, Principessa Reale                              |                                                     |  |  |       |  |  |                                       |  |  |                                               |  |